# Escouade 99
Escouade 99 est une série télévisée canadienne francophone réalisée par Patrick Huard (Saison 1), Patrice Ouimet (Saison 2) et script-éditée par Benoît Pelletier. C'est une adaptation de la série américaine Brooklyn Nine-Nine de Dan Goor et Michael Schur. Elle est disponible depuis le 17 septembre 2020 sur la plateforme Club Illico. La série est également diffusée sur TVA depuis le 6 avril 2021.

## Synopsis
Le poste de police 99 de Limoilou (quartier de la ville de Québec) n'est pas ordinaire. Les gens qui y travaillent sont plus déjantés les uns que les autres. À commencer par Max Lemieux, très doué pour son travail mais surtout très immature. Quand le nouveau commandant Raymond Célestin entre en poste avec son flegme et sa rigueur, il aura beaucoup de difficulté à accepter le style de gestion de son nouveau patron alors que Fanny elle, féroce compétitrice, est prête à tout pour impressionner le nouveau commandant. Une rivalité s'installe alors entre les deux détectives. Le tout sous les yeux des autres collègues du poste, dont Charles Lépine, meilleur ami de Max, aussi occupé à séduire la dure et brutale policière Rosalie Boucher, le lieutenant-chef Jeff Bourjoly, qui lui, pour des raisons bien personnelles, préfère regarder l'action depuis le poste de police plutôt que sur le terrain, sans oublier la réceptionniste Valérie Ruel qui n'a pas sa langue dans sa poche.

## Fiche technique
Sauf indication contraire, les informations mentionnées dans cette section peuvent être confirmées par les bases de données cinématographiques IMDb et Allociné,  présentes dans la section « Liens externes ».
- Titre original : Escouadé 99
- Création : d'après la série Brooklyn Nine-Nine de Dan Goor et Michael Schur
- Réalisation : Patrick Huard (Saison 1), Patrice Ouimet (Saison 2)
- Script-éditeur : Benoît Pelletier
- Musique : Anik Jean
- Sociétés de production : ComediHa! et Québecor Contenu
- Sociétés de distribution : Club Illico et TVA
- Pays d'origine :  Canada/ Québec
- Langue originale : français
- Format : couleur
- Genre : comédie
- Durée : 21 minutes

## Distribution
- Mickaël Gouin : Max Lemieux
- Widemir Normil : Raymond Célestin
- Fayolle Jean Jr : Jeff Bourjoly
- Léane Labrèche-Dor : Valérie Ruel
- Guy Jodoin : Charles Lépine
- Bianca Gervais : Rosalie Boucher
- Louis Champagne : Goudreau
- Jean-Marc Dalphond : Ravary
- Olivier Martineau : Goudreault, « le Vautour »
- Mehdi Bousaidan : le voleur de Pontiac
- Mylène Mackay : Fanny Lizotte
- Jean-Pierre Bergeron : le journaliste
- Louis-Julien Durso : Étienne
- Gabriel Simard : le suspect[2]
- Michel Blackburn : le dealer immeuble[3]
- Jeff Lemay : Le dealer immeuble 2

## Tournage
Le tournage a eu lieu à Québec, au Canada.

## Épisodes
Source des titres des épisodes

### Première saison (2020)
1. Le nouveau commandant
2. Le graffiteur
3. La léthargie
4. La médecin légiste
5. Le vautour
6. L'Halloween
7. 48 Heures
8. La vieille école
9. La pizzeria de Luigi
10. L'action de grâce
11. Le garde du corps
12. Le voleur de Pontiac
13. Le pari

### Deuxième saison (2022)
1. L’anniversaire
2. Full-pine Lépine
3. Le camp d'entraînement
4. Le dilemme du marié
5. Le renvoi de Max
6. L'infiltrateur
7. Les incognitolympiques
8. Max et Sophie
9. Le Road Trip
10. Barres et Barreau
11. L'incident du mercredi
12. Surveillance
13. Mathilde et Mathieu

## Accueil

### Accueil critique
Les premières critiques de la série sont mitigées. C'est notamment la distribution qui essuie certaines critiques négatives. L'actrice américaine Melissa Fumero jouant dans la série originale déplore le fait que les rôles joués par des Latino-Américains dans l'original ait été confiés à des actrices blanches et non à des acteurs issus de la diversité.
Selon Jérémie Dunand, du site Allociné, certaines critiques visaient le manque d'originalité de l'adaptation qui reprend l'original de très près, jusque dans les personnages, les situations et les dialogues; mais est probablement le fruit d'un cahier des charges imposé par les créateurs de la série originale et NBCUniversal.

## Distinctions

### Récompenses
- Prix Gémeaux 2021 - Meilleur premier rôle masculin comédie : Guy Jodoin